# Лисео

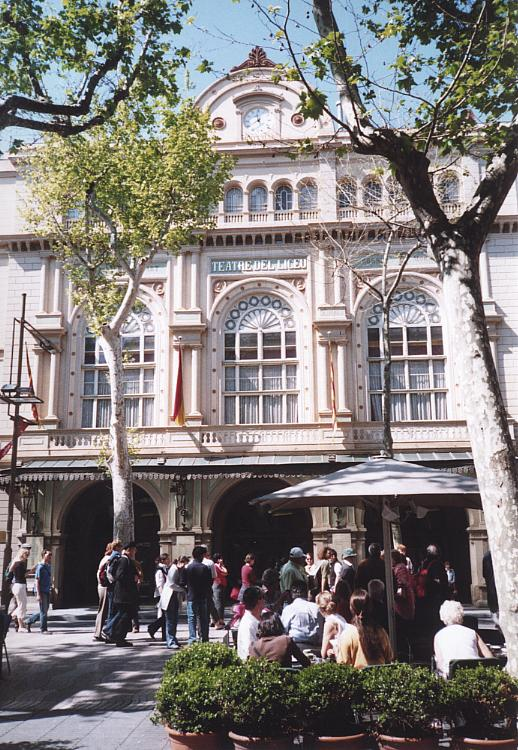
Большой оперный театр «Лисео»

Большой театр «Лисео» (исп. Gran Teatro del Liceo, кат. Gran Teatre del Liceu) — оперный театр в Барселоне, один из наиважнейших театров Испании, открытый в 1847 году.
Театр «Лисео» является одним из немногих театров Европы, который построен на средства частных лиц. Базой для создания театра стала «Филодраматическая школа Монтесьйон» (исп. Liceo Filodramático de Montesión), заложенная испанским военным батальоном под командованием Мануэла Жибер-и-Санса. Изначально заведение предназначалось как для музыкального образования, так и для театральных представлений. В 1845—1847 годах было построено новое здание театра, открытие которого произошло 4 апреля 1847 года.
В 1861 году театр пострадал от пожара, а в 1893 году — от террористического акта, организованного анархистом Сантьяго Сальвадором — тогда от взрыва бомбы во время представления погибли 20 человек. Своего расцвета театр достиг в 1920-е годы, в частности тогда в театре «Лисео» выступала российская антреприза Сергея Дягилева.
Во время гражданской войны театр существовал благодаря поддержке городского совета, в 1939 году театр был национализирован и провозглашён «Национальным театром Каталонии».
В 1955 году Большой оперный театр «Лисео» принимал Вагнеровский оперный фестиваль, обычно проходящий в Байройте. После пожара 31 января 1994 года театр был реконструирован и вновь открыт в 1999 году. Современный зал театра имеет площадь 360 м² и рассчитан на 2292 места и является вторым по величине в Европе (после Ла Скала).